# Donald Dean Summerville
Donald Dean Summerville (* 1915 in Toronto, Ontario; † 19. November 1963) war Kommunalpolitiker und 53. Bürgermeister von Toronto. 
Summerville war ein Sohn von William A. Summerville, einem früheren Stadtrat von Toronto und Mitglied der Legislative der Provinzregierung von Ontario. Er diente während des Zweiten Weltkrieges als Pilot bei der Royal Canadian Air Force. 1955 wurde er zum Stadtrat gewählt und blieb dies bis 1958. Von 1959 bis 1961 war er Mitglied des Kontrollausschusses. 1962 wurde er Bürgermeister. Er starb ein Jahr später, nachdem er bei einem Wohltätigkeits-Hockeymatch einen Herzschlag erlitten hatte.